# Anicet Babanga Mpotiyolo
 (août 2021).
Anicet Babanga Mpotiyolo (né à Nioki le 10 février en 1971 à Mai-Ndombe)  est un homme politique de la République démocratique du Congo et député national, élu de la circonscription de Inongo dans la province du Mai-Ndombe,,,. 

## Biographie
Anice.t Babanga Mpotiyolo naît à Nioki au Mai-Ndombe, le 1er avril 1978. Il est élu député national dans la circonscription électorale de Inongo dans la même province et membre du groupement politique CPR.
Il s'est engagé à amélioration les conditions d'études, la qualité de l'enseignement et la formation des étudiants de l'institut supérieur pédagogique (ISP) de sa circonscription électorale d'Inongo où il a fait ses études supérieures en donnant un lot des sacs de ciments pour la construction des nouveaux bâtiments cette entité le 24 février 2021.